# 大衛·拉菲爾
大衛·拉菲爾·拉扎利·沙拿（David Rafael Lazari Zana，1989年4月30日—），生於巴西新奧里藏特，巴西足球運動員，司職左翼衛，現時效力巴西球會 Goiatuba Esporte Clube。

## 球員生涯
大衛拉菲爾生於巴西新奧里藏特，自小受到森巴足球的陶熏決心成為職業足球員，直到在2016年8月，他獲隊友艾華度邀請，遠赴香港加盟港超聯地區球會和富大埔，並在8月26日對衞冕冠軍球會東方龍獅的首場聯賽，首度為大埔登場兼助攻助守錄得五次射門，惟大埔最終以0–1僅敗，直到在2017年2月11日對南華的菁英盃8強前，由於隊內沒有足夠後衛，故他獲教練李志堅安排由中場轉型作後衛位置，結果協助大埔以4–1勝出，其後在3月5日，他於對港會的聯賽，於補時階段取得加盟後的首個入球，奈何最終大埔以1–2落敗，結果他在季尾協助球會擊敗香港飛馬，為大埔歷史性首奪菁英盃冠軍。
2018年12月，和富大埔宣布與港超聯球隊香港飛馬達成交換球員協議，和富大埔球員大衛拉菲爾轉投香港飛馬；香港飛馬的巴西中場利馬則會加盟和富大埔。

## 榮譽
和富大埔
- 香港菁英盃冠軍（2016–17季度）

聖克魯斯
- 保利斯達錦標賽冠軍（英语：Campeonato Paulista Série A3）（2010年）

皇家埃斯特利
- 尼加拉瓜甲組聯賽冠軍（英语：2015–16 Primera División de Nicaragua）（2015–16季度）

## 外部連結
- 香港足球總會網頁球員註冊資料 （页面存档备份，存于）